# Deadpool & Wolverine
Deadpool & Wolverine este un film american regizat de Shawn Levy și lansat în 2024.
Este al 34-lea film din Universul Marvel și al patrulea din Faza Cinci. Filmul prezintă personajul Deadpool, interpretat de Ryan Reynolds, și pe Wolverine, interpretat de Hugh Jackman, ambele introduse în seria de filme X-Men de la studioul 20th Century Studios. Are loc în continuitate cu filmele Deadpool (2016) și Deadpool 2 (2018) și servește drept tranziție între cele două universuri după achiziția 21st Century Fox de către Disney în 2019.
Este unul dintre filmele cu cele mai mari încasări din istoria mondială a cinematografiei.

## Rezumat
La șase ani de la evenimentele din Deadpool 2, Wade Wilson duce o viață liniștită, după ce și-a lăsat zilele de mercenar în urmă și își caută locuri de muncă. Până în ziua în care este găsit de Tribunalul Variațiilor Anacronice (TVA), o organizație a cărei misiune este să monitorizeze diferitele realități ale multiversului și să încerce să rezolve interferența temporală. Totuși, universul lui Wade se deteriorează în urma morții lui Logan alias Wolverine - care are loc în filmul Logan. Wade călătorește în diferite universuri pentru a-l găsi pe Logan și a-l readuce la TVA pentru salvarea universului său. Cei doi ajung însă în Vortex (Vidul, introdus în primul sezon din Loki). Aici se întâlnesc cu Johnny Storm (Torța Umană din Cei Patru Fantastici) și ajung la Cassandra Nova, sora geamănă superputernică a lui Charles Xavier. Cassandra îl ucide pe Johnny, iar Deadpool și Wolverine scapă și ajung în Vortex Borderlands unde sunt salvați de Elektra Natchios, Blade, Gambit și Laura Kinney alias X-23. Echipa astfel formată o atacă pe Cassandra pe care sunt pe cale să o omoare. O lasă însă în viață, iar aceasta folosește un inel al lui Doctor Strange pentru a deschide un portal interdimensional pentru Logan și Wade, permițându-le să călătorească pe Pământ. Cassandra folosește de asemenea portalul unde vrea să distrugă întregul multivers cu ajutorul unui Chrono Crusher. Wade și Logan încearcă să distrugă Chrono Crusherul deși sunt atenționați că vor muri în această tentativă. Folosind toată puterea lor, duoul reușește să distrugă dispozitivul, dezintegrand-o pe Cassandra și salvând multiversul. 

## Distribuție
- Wade Wilson / Deadpool, interpretat de Ryan Reynolds.[9] Reynolds interpretează și versiuni alternative ale personajului, precum Nicepool.
- James "Logan" Howlett / Wolverine, interpretat de Hugh Jackman.[10][11] Jackman interpretează și versiuni alternative ale personajului.[12]
- Cassandra Nova, interpretată de Emma Corrin: un mutant cu puteri telekinetice și telepatice, sora geamănă a lui Charles Xavier.[13]
- Vanessa Carlysle, interpretată de Morena Baccarin: fosta logodnică a lui Wilson.[14]
- Pete Wisdom, interpretat de Rob Delaney: un membru al echipei X-Force a lui Wilson.[15]
- Al Oarba, interpretată de Leslie Uggams: colega de apartament a lui Wilson.[16]
- John Allerdyce / Pyro, interpretat de Aaron Stanford: mutant fost membru al X-Men, poate controla focul. Stanford a mai jucat rolul în X-Men 2 (2003) și  Ultima înfruntare (2006).[17]
- Mr. Paradox, interpretat de Matthew Macfadyen: un agent al Time Variance Authority.[18]

Jennifer Garner reia rolul Elektra Natchios din filmele Daredevil (2003) și Elektra (2005), Tyler Mane reia rolul Sabretooth din X-Men (2000), Blake Lively o interpretează pe Wanda Wilson / Lady Deadpool, Matthew McConaughey apare în rolul Cowboy Deadpool. Fotbaliștii Ollie Palmer și Paul Mullin apar în film în rolul clienților unui bar și în rolul Welshpool, Jon Favreau revine în rolul Happy Hogan din precedentele filme MCU,
Dafne Keen reia rolul Laura Kinney / X-23 din Logan: The Wolverine (2017), Chris Evans reintră în rolul Johnny Storm / Torța Umană din Cei Patru Fantastici (2005) și Cei Patru Fantastici și Surferul de Argint (2007), iar Wesley Snipes revine în rolul Blade din trilogia Blade. Channing Tatum îl interpretează pe Gambit, iar Henry Cavill joacă rolul uneia dintre variantele lui Wolverine.
Rob McElhenney a filmat în rolul unui soldat TVA, dar în cele din urmă scena a fost eliminată.

## Încasări
Față de un buget de producție de 200 de milioane de dolari, filmul a avut încasări de 620.109.674 USD în America de Nord și 683 842 677$ în restul lumii, pentru un venit total de 1.303.952.351USD. La nivel global, filmul a debutat cu 444,1 milioane de dolari în primele cinci zile; pe 11 august 2024 a devenit al doilea film al anului care a atins încasări de 1 miliard de dolari.

## Critică
Filmul a fost primit pozitiv de critici. Pe agregatorul de recenzii Rotten Tomatoes, acesta are un rating de aprobare de 78% cu un rating mediu de 7 din 10 bazat pe 401 recenzii; Consensul critic al site-ului spune: „Ryan Reynolds se simte ca acasă în MCU cu umorul său înțepător, în timp ce Hugh Jackman oferă coloana vertebrală de adamantium în Deadpool & Wolverine , un film ireverent cu o pasiune surprinzătoare pentru o epocă trecută de filme despre supereroi”. Pe Metacritic are un scor de 56 din 100 pe baza a 58 de recenzii.